# Festival de la Cançó d'Eurovisió 1971
El XVI Festival de la Cançó d'Eurovisió va tenir lloc el 3 d'abril de 1971 a Dublín. La victòria va ser per al diminut principat de Mònaco, que guanyava per primera i última vegada el festival fins avui, amb el tema "Un Banc, Un Arbre, Une Rue" de la cantant francesa Séverine.
El nou sistema de votació instaurat aquell any presentava el problema que molts jurats podien realitzar vots tàctics, atorgant una petita suma de vots en total i esperant rebre molts vots, la qual cosa, en alguns casos, podria observar-se com una manera de beneficiar les cançons dels seus propis països. A tall d'exemple, Luxemburg va concedir 43 punts, mentre que França va concedir 107 punts.
En aquesta edició es va derogar la regla anterior que només permetia participar solistes i duos acompanyats per cors, i es va introduir la limitació que cada país pot pujar a l'escenari fins a sis persones en total, tinguin la funció que tinguin (intèrprets principals, coristes, músics, ballarins, etc.). Aquesta regla roman vigent fins a l'actualitat.
Espanya va ocupar per primera vegada la segona posició amb la cançó "En un mundo nuevo" de Karina, amb 116 punts, dotze menys que la guanyadora.
Alemanya Occidental va finalitzar en la tercera posició amb la cantant que millors resultats ha donat a aquest país, Katja Ebstein, qui en l'edició anterior va ocupar la tercera posició, igual que aquest i més endavant en 1980 quedaria segona després de Johnny Logan (màxim guanyador del festival, en dues ocasions). La seva cançó "Diese Welt" ("Aquest món") no va ser votada amb cap màxima puntuació, no obstant això, ha estat una de les cançons més populars de la cantant germana.
Alemanya Occidental va finalitzar per davant del Regne Unit, quarta en aquest festival amb 98 punts. Sens dubte, es tracta d'un dels màxims rivals en totes les edicions fins a 1999, any en què va començar el declivi del país britànic al festival.

## Resultats

Països participants.
Països que hi van participar al passat però no el 1971.

Les votacions van ser donades de tres en tres jurats, perquè anés més ràpida. En la primera votació, Espanya es va posicionar la primera, però Itàlia li va robar el lloc en la segona ronda. En la segona part de les votacions, Itàlia es va afeblir a poc a poc, de manera que Espanya i Mònaco es van posar primera i segona, respectivament. Ja en l'última votació, Mònaco va guanyar a Espanya.
| #  | País i TV                           | Intèrpret(s)                   | Cançó                          | Traducció                             | Idioma     | Lloc | Punts |
| -- | ----------------------------------- | ------------------------------ | ------------------------------ | ------------------------------------- | ---------- | ---- | ----- |
| 01 | Àustria · Österreichischer Rundfunk | Marianne Mendt                 | Musik                          | Música                                | Alemany    | 16   | 66    |
| 02 | Malta · MTPBS                       | Joe Grech                      | Marija l-Maltija               | Maria la maltesa                      | Maltès     | 18   | 52    |
| 03 | Mònaco · TMC                        | Séverine                       | Un banc, un arbre, une rue     | Un banc, un arbre, un carrer          | Francès    | 1    | 128   |
| 04 | Suïssa · SSR SRG                    | Peter, Sue & Marc              | LEs illusions de nos vingt ans | Les il·lusions dels nostres vint anys | Francès    | 12   | 78    |
| 05 | Alemanya Occidental · ARD           | Katja Ebstein                  | Diese Welt                     | Aquest món                            | Alemany    | 3    | 100   |
| 06 | Espanya · TVE                       | Karina                         | En un mundo nuevo              | En un món nou                         | Castellà   | 2    | 116   |
| 07 | França · ORTF                       | Serge Lama                     | Un jardin sur la terre         | Un jardí a la Terra                   | Francès    | 10   | 82    |
| 08 | Luxemburg · CLT                     | Monique Melsen                 | Pomme, pomme, pomme            | Poma, poma, poma                      | Francès    | 13   | 70    |
| 09 | Regne Unit · BBC                    | Clodagh Rodgers                | Jack in the Box                | Caixa de sorpresa                     | Anglès     | 4    | 98    |
| 10 | Bèlgica · BRT                       | Lily Castel & Jacques Raymond  | Goeiemorgen, morgen            | Bon dia, dia                          | Neerlandès | 15   | 68    |
| 11 | Itàlia · RAI                        | Massimo Ranieri                | L'amore è un attimo            | L'amor és un moment                   | Italià     | 5    | 91    |
| 12 | Suècia · SR                         | Family Four                    | Vita vidder                    | Extensions blanques                   | Suec       | 6    | 85    |
| 13 | Irlanda · RTÉ                       | Angela Farrell                 | One day love                   | L'amor d'un dia                       | Anglès     | 11   | 79    |
| 14 | Països Baixos · NOS                 | Saskia & Serge                 | Tijd                           | Temps                                 | Neerlandès | 7    | 85    |
| 15 | Portugal · RTP                      | Tonicha                        | Menina do alto da serra        | Noia de l'alta serra                  | Portuguès  | 9    | 83    |
| 16 | Iugoslàvia · JRT                    | Kruno Slabinac                 | Tvoj dječak je tužan           | El seu noi és trist                   | Croat      | 14   | 68    |
| 17 | Finlàndia · YLE                     | Markku Cèrcol & Koivistolaiset | Tie uuteen päivään             | El camí a un nou dia                  | Finès      | 8    | 84    |
| 18 | Noruega · NRK                       | Hanne Krogh                    | Lykken er                      | La felicitat és...                    | Noruec     | 17   | 65    |

## Votació

### Taula de votació
| Àustria                             | Malta         | Mònaco | Suïssa | Alemanya Occidental | Espanya franquista | França | Luxemburg | Regne Unit | Bèlgica | Itàlia | Suècia | Irlanda | Països Baixos | Portugal | Iugoslàvia | Finlàndia | Noruega |   |    |
| Participants                        | Àustria       |        | 3      | 5                   | 2                  | 7      | 2         | 3          | 2       | 3      | 3      | 6       | 4             | 6        | 3          | 5         | 4       | 3 | 5  |
| Participants                        | Malta         | 4      |        | 2                   | 2                  | 3      | 5         | 3          | 2       | 3      | 4      | 4       | 2             | 4        | 5          | 2         | 2       | 3 | 2  |
| Participants                        | Mònaco        | 4      | 5      |                     | 10                 | 10     | 2         | 8          | 4       | 8      | 10     | 4       | 10            | 9        | 9          | 8         | 10      | 7 | 10 |
| Participants                        | Suïssa        | 5      | 5      | 4                   |                    | 6      | 2         | 6          | 2       | 6      | 3      | 7       | 4             | 5        | 5          | 6         | 4       | 4 | 4  |
| Participants                        | Alemanya      | 6      | 5      | 7                   | 6                  |        | 8         | 8          | 2       | 6      | 7      | 6       | 6             | 5        | 5          | 7         | 7       | 5 | 4  |
| Participants                        | Espanya       | 4      | 8      | 10                  | 5                  | 7      |           | 10         | 4       | 7      | 4      | 5       | 6             | 9        | 6          | 7         | 7       | 9 | 8  |
| Participants                        | França        | 3      | 2      | 8                   | 8                  | 5      | 5         |            | 2       | 5      | 3      | 4       | 4             | 6        | 9          | 5         | 5       | 3 | 5  |
| Participants                        | Luxemburg     | 2      | 7      | 6                   | 3                  | 2      | 4         | 5          |         | 6      | 3      | 3       | 2             | 5        | 3          | 6         | 4       | 5 | 4  |
| Participants                        | Regne Unit    | 4      | 8      | 8                   | 6                  | 5      | 2         | 8          | 4       |        | 8      | 3       | 5             | 7        | 5          | 7         | 6       | 6 | 6  |
| Participants                        | Bèlgica       | 3      | 2      | 5                   | 4                  | 2      | 2         | 5          | 2       | 6      |        | 3       | 5             | 4        | 6          | 6         | 3       | 6 | 4  |
| Participants                        | Itàlia        | 4      | 6      | 9                   | 8                  | 6      | 6         | 9          | 2       | 6      | 2      |         | 7             | 6        | 2          | 3         | 8       | 2 | 5  |
| Participants                        | Suècia        | 7      | 4      | 4                   | 9                  | 4      | 2         | 5          | 2       | 5      | 6      | 6       |               | 3        | 9          | 3         | 6       | 4 | 6  |
| Participants                        | Irlanda       | 7      | 6      | 6                   | 3                  | 4      | 5         | 7          | 2       | 6      | 3      | 6       | 2             |          | 5          | 4         | 5       | 4 | 4  |
| Participants                        | Països Baixos | 6      | 2      | 6                   | 5                  | 4      | 5         | 7          | 2       | 5      | 2      | 5       | 6             | 5        |            | 9         | 5       | 6 | 8  |
| Participants                        | Portugal      | 4      | 3      | 6                   | 2                  | 5      | 10        | 8          | 5       | 6      | 4      | 4       | 2             | 3        | 5          |           | 6       | 5 | 5  |
| Participants                        | Iugoslàvia    | 6      | 2      | 4                   | 2                  | 7      | 6         | 6          | 2       | 3      | 2      | 5       | 2             | 5        | 4          | 4         |         | 3 | 5  |
| Participants                        | Finlàndia     | 4      | 4      | 4                   | 4                  | 4      | 3         | 4          | 2       | 10     | 10     | 2       | 4             | 6        | 3          | 8         | 6       |   | 6  |
| Participants                        | Noruega       | 3      | 3      | 6                   | 4                  | 2      | 2         | 5          | 2       | 7      | 6      | 2       | 2             | 7        | 2          | 5         | 4       | 3 |    |
| LA TAULA ESTÀ ORDENADA PER APARICIÓ |               |        |        |                     |                    |        |           |            |         |        |        |         |               |          |            |           |         |   |    |

### Màximes puntuacions
Després de la votació els països que van rebre 10 punts (màxima puntuació que podia atorgar el jurat) van ser:
| Núm. | A         | De                                                     |
| ---- | --------- | ------------------------------------------------------ |
| 6    | Mònaco    | Suïssa, Alemanya, Bèlgica, Suècia, Iugoslàvia, Noruega |
| 2    | Espanya   | França, Mònaco                                         |
| 2    | Finlàndia | Regne Unit, Bèlgica                                    |
| 1    | Portugal  | Espanya                                                |

Nota: El jurat belga va atorgar tant a Mònaco com a Finlàndia 10 punts (cal esmentar que tots els països podien votar tant 10, 9, 8,... punts repetides vegades).

## Polèmiques
Oblit o error tècnic d'Espanya
Karina va obtenir la segona plaça a pesar del fet que al principi de la cançó no es van sentir les primeres paraules del tema per motius tècnics «Solo al final del camino». Encara que es va dir que va ser per oblit de la cantant, fruit dels seus nervis, la veritat és que tot es va deure a un problema tècnic.